# San Diego Open 2011 - Qualificazioni singolare
Le qualificazioni del singolare  dello  San Diego Open 2011 sono state un torneo di tennis preliminare per accedere alla fase finale della manifestazione. I vincitori dell'ultimo turno sono entrati di diritto nel tabellone principale. In caso di ritiro di uno o più giocatori aventi diritto a questi sono subentrati i lucky loser, ossia i giocatori che hanno perso nell'ultimo turno ma che avevano una classifica più alta rispetto agli altri partecipanti che avevano comunque perso nel turno finale.

## Giocatrici

### Teste di serie
1. Gréta Arn (qualificata)
2. Marina Eraković (qualificata)
3. Jill Craybas (qualificata)
4. Ol'ga Savčuk (Lucky Loser)
5. Chang Kai-chen (primo turno)
6. Rika Fujiwara (qualificata)
7. Kristina Mladenovic (primo turno)
8. Ashley Weinhold (qualificata)

1. Ahsha Rolle (primo turno)
2. Alexandra Stevenson (primo turno)
3. Julia Boserup (primo turno)
4. Elena Bovina (ultimo turno)
5. Ol'ga Alekseevna Pučkova (ultimo turno)
6. Jelena Pandžić (ultimo turno)
7. Abigail Spears (ultimo turno)
8. Tammi Patterson (primo turno)

### Qualificate
1. Gréta Arn
2. Marina Eraković
3. Jill Craybas
4. Natalie Grandin

1. Zoë Gwen Scandalis
2. Rika Fujiwara
3. Marie-Ève Pelletier
4. Ashley Weinhold

## Tabellone qualificazioni

### Sezione 1
|  | Primo turno | Primo turno    | Primo turno    | Primo turno | Primo turno |  |  | Ultimo turno | Ultimo turno   | Ultimo turno   | Ultimo turno | Ultimo turno |  |
|  |             |                |                |             |             |  |  |              |                |                |              |              |  |
|  | 1           | Gréta Arn      | Gréta Arn      | 6           | 6           |  |  |              |                |                |              |              |  |
|  | WC          | Sophie Lefèvre | Sophie Lefèvre | 0           | 1           |  |  | 1            | Gréta Arn      | Gréta Arn      | 6            | 6            |  |
|  | WC          | Nazari Urbina  | 0              | 6           | 2           |  |  | 15           | Abigail Spears | Abigail Spears | 3            | 4            |  |
|  | 15          | Abigail Spears | 6              | 4           | 6           |  |  |              |                |                |              |              |  |

### Sezione 2
|  | Primo turno | Primo turno     | Primo turno     | Primo turno | Primo turno |  |  | Ultimo turno | Ultimo turno    | Ultimo turno | Ultimo turno | Ultimo turno |  |
|  |             |                 |                 |             |             |  |  |              |                 |              |              |              |  |
|  | 2           | Marina Eraković | Marina Eraković | 6           | 6           |  |  |              |                 |              |              |              |  |
|  | WC          | Brooke Austin   | Brooke Austin   | 3           | 3           |  |  | 2            | Marina Eraković | 4            | 7            | 6            |  |
|  | WC          | Stacy Tan       | Stacy Tan       | 4           | 0           |  |  | 12           | Elena Bovina    | 6            | 64           | 0            |  |
|  | 12          | Elena Bovina    | Elena Bovina    | 6           | 6           |  |  |              |                 |              |              |              |  |

### Sezione 3
|  | Primo turno | Primo turno    | Primo turno    | Primo turno | Primo turno |  |  | Ultimo turno | Ultimo turno   | Ultimo turno   | Ultimo turno | Ultimo turno |  |
|  |             |                |                |             |             |  |  |              |                |                |              |              |  |
|  | 3           | Jill Craybas   | Jill Craybas   | 6           | 6           |  |  |              |                |                |              |              |  |
|  | WC          | Kim Grajdek    | Kim Grajdek    | 2           | 3           |  |  | 3            | Jill Craybas   | Jill Craybas   | 7            | 6            |  |
|  | WC          | Amelia Herring | Amelia Herring | 3           | 1           |  |  | 14           | Jelena Pandžić | Jelena Pandžić | 62           | 1            |  |
|  | 14          | Jelena Pandžić | Jelena Pandžić | 6           | 6           |  |  |              |                |                |              |              |  |

### Sezione 4
|  | Primo turno | Primo turno         | Primo turno     | Primo turno | Primo turno |  |  | Ultimo turno | Ultimo turno    | Ultimo turno | Ultimo turno | Ultimo turno |  |
|  |             |                     |                 |             |             |  |  |              |                 |              |              |              |  |
|  | 4           | Ol'ga Savčuk        | Ol'ga Savčuk    | 6           | 6           |  |  |              |                 |              |              |              |  |
|  | WC          | Alicja Rosolska     | Alicja Rosolska | 1           | 2           |  |  | 4            | Ol'ga Savčuk    | 3            | 6            | 3            |  |
|  | WC          | Natalie Grandin     | 6               | 3           | 7           |  |  | WC           | Natalie Grandin | 6            | 4            | 6            |  |
|  | 10          | Alexandra Stevenson | 4               | 6           | 63          |  |  |              |                 |              |              |              |  |

### Sezione 5
|  | Primo turno | Primo turno          | Primo turno        | Primo turno | Primo turno |  |  | Ultimo turno | Ultimo turno         | Ultimo turno | Ultimo turno | Ultimo turno |  |
|  |             |                      |                    |             |             |  |  |              |                      |              |              |              |  |
|  | 5           | Chang Kai-chen       | Chang Kai-chen     | 5           | 1           |  |  |              |                      |              |              |              |  |
|  | WC          | Zoë Gwen Scandalis   | Zoë Gwen Scandalis | 7           | 6           |  |  | WC           | Zoë Gwen Scandalis   | 5            | 7            | 6            |  |
|  | WC          | Klaudia Jans-Ignacik | 7                  | 64          | 6           |  |  | WC           | Klaudia Jans-Ignacik | 7            | 64           | 4            |  |
|  | 11          | Julia Boserup        | 64                 | 7           | 1           |  |  |              |                      |              |              |              |  |

### Sezione 6
|  | Primo turno | Primo turno        | Primo turno        | Primo turno | Primo turno |  |  | Ultimo turno | Ultimo turno   | Ultimo turno   | Ultimo turno | Ultimo turno |  |
|  |             |                    |                    |             |             |  |  |              |                |                |              |              |  |
|  | 6           | Rika Fujiwara      | Rika Fujiwara      | 6           | 6           |  |  |              |                |                |              |              |  |
|  | WC          | Gabrielle Desimone | Gabrielle Desimone | 2           | 1           |  |  | 6            | Rika Fujiwara  | Rika Fujiwara  | 6            | 6            |  |
|  | WC          | Jessica Pegula     | Jessica Pegula     | 6           | 6           |  |  | WC           | Jessica Pegula | Jessica Pegula | 2            | 4            |  |
|  | 16          | Tammi Patterson    | Tammi Patterson    | 4           | 1           |  |  |              |                |                |              |              |  |

### Sezione 7
|  | Primo turno | Primo turno         | Primo turno        | Primo turno | Primo turno |  |  | Ultimo turno | Ultimo turno        | Ultimo turno | Ultimo turno | Ultimo turno |  |
|  |             |                     |                    |             |             |  |  |              |                     |              |              |              |  |
|  | 7           | Kristina Mladenovic | 6                  | 2           | 1           |  |  |              |                     |              |              |              |  |
|  | WC          | Marie-Ève Pelletier | 4                  | 6           | 6           |  |  | WC           | Marie-Ève Pelletier | 2            | 7            | 6            |  |
|  | WC          | Mashona Washington  | Mashona Washington | 6           | 6           |  |  | WC           | Mashona Washington  | 6            | 5            | 1            |  |
|  | 9           | Ahsha Rolle         | Ahsha Rolle        | 4           | 2           |  |  |              |                     |              |              |              |  |

### Sezione 8
|  | Primo turno | Primo turno              | Primo turno        | Primo turno | Primo turno |  |  | Ultimo turno | Ultimo turno             | Ultimo turno | Ultimo turno | Ultimo turno |  |
|  |             |                          |                    |             |             |  |  |              |                          |              |              |              |  |
|  | 8           | Ashley Weinhold          | Ashley Weinhold    | 6           | 6           |  |  |              |                          |              |              |              |  |
|  | WC          | Marija Kondrat'eva       | Marija Kondrat'eva | 1           | 4           |  |  | 8            | Ashley Weinhold          | 4            | 6            | 6            |  |
|  | WC          | Vladimíra Uhlířová       | 6                  | 1           | 3           |  |  | 13           | Ol'ga Alekseevna Pučkova | 6            | 2            | 0            |  |
|  | 13          | Ol'ga Alekseevna Pučkova | 3                  | 6           | 6           |  |  |              |                          |              |              |              |  |